# Ralph Gilles
Ralph Victor Gilles, né le 14 janvier 1970, est un designer et dirigeant automobile américain, et actuel directeur du design de Stellantis. Sa carrière débute en 1992, où il rejoint Chrysler. Durant son passage chez Chrysler, il est responsable du design de la Chrysler 300, lauréate du prix de la voiture nord-américaine de l'année de Motor Trend, et dirige l'équipe de design responsable de la dernière génération de Dodge Viper,. Ralph Gilles est président-directeur général de la marque SRT de Chrysler et vice-président du design chez Chrysler avant d'être promu au poste de directeur du design de Fiat Chrysler Automobiles en avril 2015. À la suite de la fusion de FCA avec le groupe PSA formant le groupe Stellantis en 2021, il est nommé directeur du design de la nouvelle société.

## Biographie
Né à New York de parents immigrants haïtiens, Gilles a grandi à Montréal, au Québec. À l'âge de quatorze ans, sa tante Gisèle Mouscardy envoie un de ses croquis au président de Chrysler de l'époque, Lee Iacocca. Gilles affirme qu'une réponse est venue de K. Neil Walling, le chef du design de Chrysler à l'époque, lui suggérant de fréquenter l'une des trois écoles de design.

## Éducation
Gilles étudie au Collège Vanier à Montréal. Il fréquente le College for Creative Studies à Detroit, Michigan, et obtient en 2002 un Master of Business Administration de l'Université d'État du Michigan.

## Carrière
En 1992, Gilles rejoint le bureau de design de Chrysler. Durant ses premières années, il travaille au bureau de design et, en 2001, il est promu directeur de ce même bureau, responsable du design des grandes berlines et des véhicules familiaux. En août 2008, il remplace Trevor Creed, partant à la retraite, au poste de vice-président principal du design. En octobre 2009, Gilles est promu président directeur général de la marque automobile Dodge. Il est ensuite remplacé, restant vice-président principal du design et devenant PDG de la division Street and Racing Technology de Chrysler. Après quatre ans en tant que PDG de la division SRT, il a été promu à la tête du design de Fiat Chrysler Automobiles. 
En 2021, la fusion du groupe français PSA avec Fiat Chrysler Automobiles conduit à la création de Stellantis, où Ralph Gilles occupe le poste de directeur du design.
Ralph Gilles est responsable de nombreux designs. Au début de sa carrière, il dirige le design intérieur des prototypes Viper GTS/R, Dodge Intrepid ESX2 et Jeep Jeepster. Ses créations finiront par atteindre la production, la première étant la Jeep Liberty de 2002, suivie de la Dodge Viper de 2003. La Chrysler 300 de 2005 est le premier véhicule de série que Ralph Gilles a entièrement dessiné. Actuellement, en tant que directeur du design chez Stellantis, il supervise toutes les créations de la multinationale.

## Film
Gilles a été présenté dans la première saison de la série documentaire Netflix Abstract: The Art of Design. Ralph Gilles a été interviewé dans l'épisode 5, consacré au design automobile.

## Récompenses
Prix des jeunes leaders et de l'excellence du Temple de la renommée de l'automobile de 2003.
Voiture de l'année Motor Trend; Chrysler 300C, 2005.
Prix N'Design de la Fondation N'Digo, 2005.
Prix de l'innovation du magazine NV, 2005.
Prix EyesOn Design pour l'ensemble de sa carrière, 2023.